# Ольшавка (округ Спішська Нова Весь)
Ольшавка (словац. Oľšavka) — село в окрузі Спішска Нова Вес Кошицького краю Словаччини. Площа села 3,02 км². Станом на 31 грудня 2015 року в селі проживало 194 жителі.

## Історія
Перші згадки про село датуються 1245 роком.

## Населення
| Рік:            | 1994. | 2004.    | 2014.   | 2024.   |
| --------------- | ----- | -------- | ------- | ------- |
| Кількість осіб: | 171   | 192      | 198     | 182     |
| Різниця:        |       | +12,28 % | +3,12 % | -8,08 % |

| Рік:            | 2023. | 2024. |
| --------------- | ----- | ----- |
| Кількість осіб: | 182   | 182   |
| Різниця:        |       | +0 %  |